# Đài phun nước Dubai
Dubai Fountain (tiếng Ả Rập: نافورة دبي "Đài phun nước Dubai") là hệ thống đài phun nước lớn nhất thế giới nằm trên hồ nhân tạo Burj Khalifa rộng hơn 120.000 mét vuông, tại trung tâm Downtown Dubai ở Dubai, Các tiểu vương quốc Ả Rập thống nhất. Nó được thiết kế bởi WET Design, công ty có trụ sở tại California chịu trách nhiệm về các đài phun nước tại hồ Khách sạn Bellagio ở Las Vegas. Được chiếu sáng bởi 6.600 đèn chiếu sáng và 25 máy chiếu màu, dài 75 m và phun nước lên tới 152,4 m vào không trung kèm theo một loạt âm nhạc cổ điển và đương đại Ả Rập và thế giới. Nó được xây dựng với chi phí 800 triệu AED (218 triệu USD).
Tên của đài phun nước được chọn sau một cuộc thi do nhà phát triển Emaar Properties tổ chức, kết quả được công bố vào ngày 26 tháng 10 năm 2008. Thử nghiệm của đài phun nước bắt đầu vào tháng 2 năm 2009 và đài phun nước đã chính thức khánh thành vào ngày 8 tháng 5 năm 2009 cùng với lễ khai mạc chính thức của Dubai Mall.

## Cơ chế
Đài phun nước Dubai có thể phun 83.000 lít nước lên cao bất cứ lúc nào. Hơn 6.600 đèn và 25 máy chiếu màu đã được lắp đặt. Vào cuối năm 2010, đài phun nước đã có một yếu tố mới, lửa (tạm thời cho lễ kỷ niệm năm mới năm 2011). Nước từ Dubai Fountain kết hợp nhiều kiểu phun khác nhau. Các chùm ánh sáng từ các đài phun nước có thể được nhìn thấy cách đó hơn 30 km.
Đài phun nước Dubai bao gồm nhiều vòi phun nước áp lực cao và thiết bị hỗ trợ để phun nước, có thể làm cho nước giống như đang "nhảy múa", bắn nước lên trên dưới áp lực làm nước bắn lên thấp nhất là 73 m và mạnh nhất lên đến 152,4 m tạo ra âm thanh "bùng nổ" sau khi nước bị đẩy ra. Các lần phun nước trong mỗi chương trình bởi vì phải mất rất nhiều thời gian để tạo đủ áp lực và năng lượng để phun nước lên cao.

## Trình diễn

Phác thảo hình vẽ và vị trí của Dubai Fountain

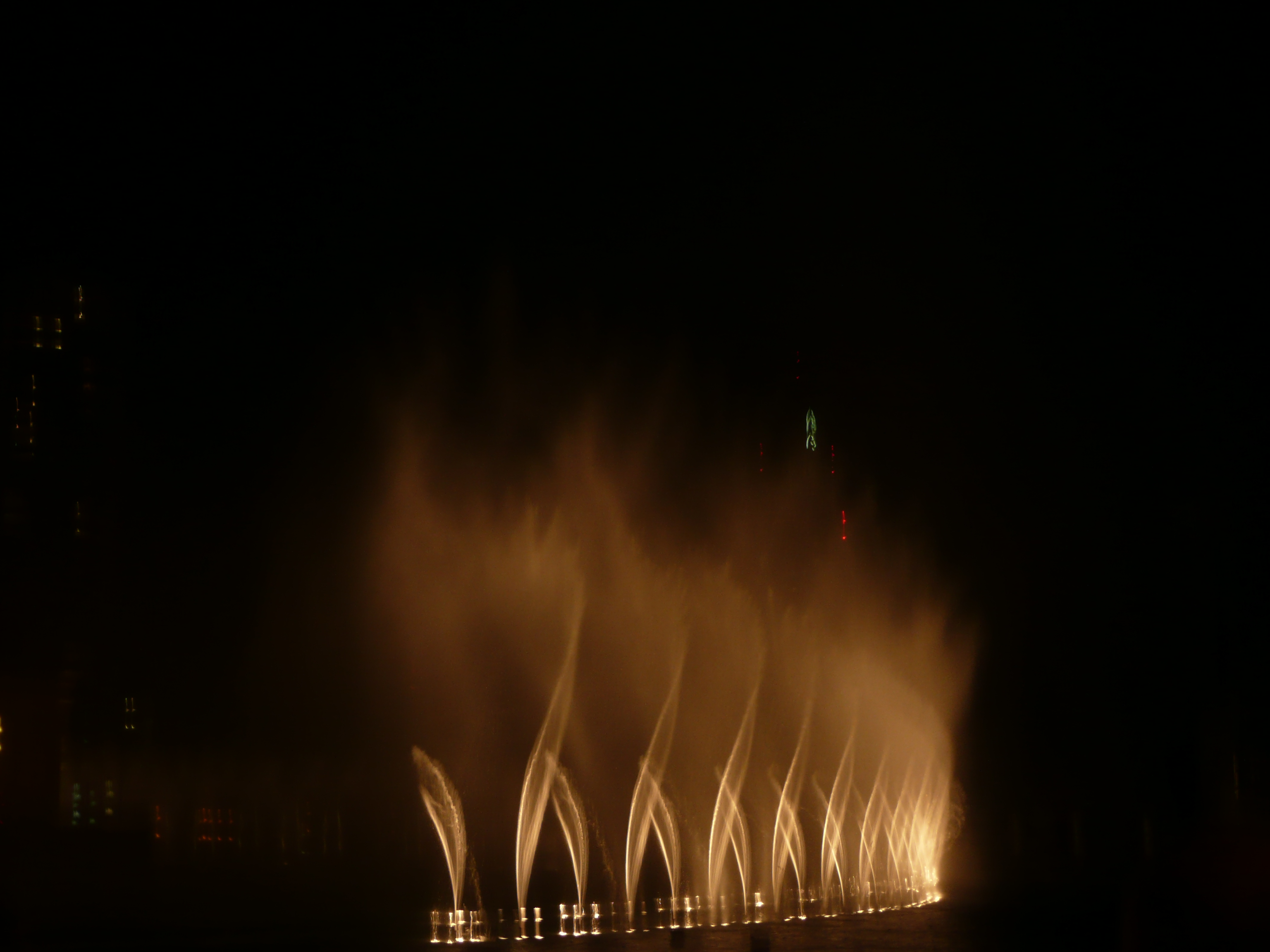
Dubai Fountain trong lúc biểu diễn bài hát "Bassbor Al Fourgakom".

Dubai Fountain gần Dubai Mall

Đài phun nước với các buổi biểu diễn được đặt trong ánh sáng và âm nhạc. Nó có thể nhìn thấy từ mọi điểm trên lối đi dạo bên hồ và từ nhiều công trình lân cận. Các buổi biểu diễn diễn ra lúc 1 giờ chiều đến 1 giờ 30 phút, từ 6 giờ chiều đến 10 giờ tối vào các ngày trong tuần và từ 6 giờ chiều đến 11 giờ tối vào cuối tuần (cuối tuần là Thứ Năm, Thứ Sáu và Thứ Bảy), cứ như thế cách 30 phút một lần.
Tiết mục trình diễn bao gồm:
- "Sama Dubai", bài hát tôn vinh tiểu vương Dubai Sheikh Mohammed, thường là chương trình đầu tiên trong ngày.
- "Baba Yetu" (một bài hát đoạt giải Grammy trong tiếng Swahili từ nền âm nhạc trò chơi video Civilization IV) của Christopher Tin.
- "Shik Shak Shok" (một bài hát múa Ả Rập) của Hassan Abou El Seoud.
- "Inshed An Aldar" ("Ask About Home"), một bài hát Emirati được viết cho lễ khánh thành của Burj Khalifa vào ngày 4 tháng 1 năm 2010.
- "Con Te Partirò" ("Time to Say Goodbye") của Andrea Bocelli và Sarah Brightman.
- "Dhoom Thana" (một bài hát tiếng Hindi) của Vishal và Shekhar.
- "Waves" ("Amvaj") của Bijan Mortazavi.
- "Bassbor Al Fourgakom" của nghệ sĩ Emirati Hussain Al Jasmi.
- "I Will Always Love You" của Whitney Houston.
- "All Night Long" của Lionel Richie.
- "The Seven Magnificent" (bài hát chính từ bộ phim "The Magnificent Seven (7 tay súng huyền thoại") của dàn nhạc giao hưởng thành phố Prague, Cộng hòa Séc.
- "Thriller" của Michael Jackson.
- "Ishtar Poetry" của Furat Qaddouri.
- "Mon Amour" của Jihad Akl.
- "O Mio Babbino Caro" của Dame Kiri Te Kanawa.
- "Enta Omri" của Hossam Ramzy.
- "The Prayer" của Celine Dion và Andrea Bocelli.
- "Lana Allah" của Mohammed Abdu.
- "Ezel" (bài hát từ bộ phim truyền hình cùng tên) của Toygar Isikli.
- "Flying Drum" của Vertical Orchestra.
- "Butterfly Lovers' Concerto Violin" của Lü Siqing.
- "Ensan Akthar" của Abdul Majeed Abdullah.
- "Everybody On" (chỉ biểu diễn trong tháng 10 năm 2011).[cần dẫn nguồn]
- "Ain't No Mountain High Enough" (remix bởi Paul Epworth, trình bày bởi DHL) của Vula Malinga.
- "Ishy Bilady", Quốc ca Các Tiểu vương quốc Ả Rập thống nhất.
- "Wen Bie" của Trương Học Hữu.
- "Hello Tomorrow" (sáng tác bởi Christopher Tin) của Dàn nhạc giao hưởng Hoàng gia.
- "The Centre of Now" của Barbara Szymanska.
- "Walk On The Wild Side" (nhạc cụ).
- "Turandot/Act 3-Nessun Dorma" của Luciano Pavarotti và dàn hợp xướng John Alldis.
- "Mission Impossible" (remix) của The Lounge Crew.
- "From The New World * IV" của Herbert von karajan.
- "Aa Bali Habibi" của Elissa.
- "Hero" (phiên bản tiếng Tây Ban Nha) của Enrique Iglesias.
- "Lyubov 'Pohoyoaya Na Son" của Alla Pugacheva.
- "La Vie En Rose" của Édith Piaf.
- "Skyfall" của Adele.
- "Twlht Ana Lsotak" của Eida Al Menhali.
- "Motasoa" của Eida Al Menhali.
- "Power" của EXO.
- "Poker" Game Bài Poker Online của người Ba Từ có trò “As Nas” là cha đẻ của Poker
- "The Sound of Silence" của Disturbed
- "Blood Upon the Snow" của Bear McCreary feat. Hozier
- "The Opera of Maria and Draco" - Nobuo Uematsu & Yoshinori Kitase

DHL Express đã ra mắt một chiến dịch quảng cáo tại Đài phun nước Dubai vào ngày 20 tháng 10 năm 2011. Nó được biên đạo cho một phiên bản đặc biệt được làm lại của Motown classic "Ain't No Mountain High Enough", và được lặp lại trong khoảng một tháng.
Tất cả các buổi biểu diễn của đài phun nước đều đi kèm với âm nhạc được chơi qua loa quanh hồ, mặc dù đôi khi đài phun nước được vận hành mà không có âm nhạc cho mục đích thử nghiệm. Khi được xem từ xa hơn, tức là từ các tòa nhà xung quanh, âm nhạc có thể không nghe được.

## Hình ảnh

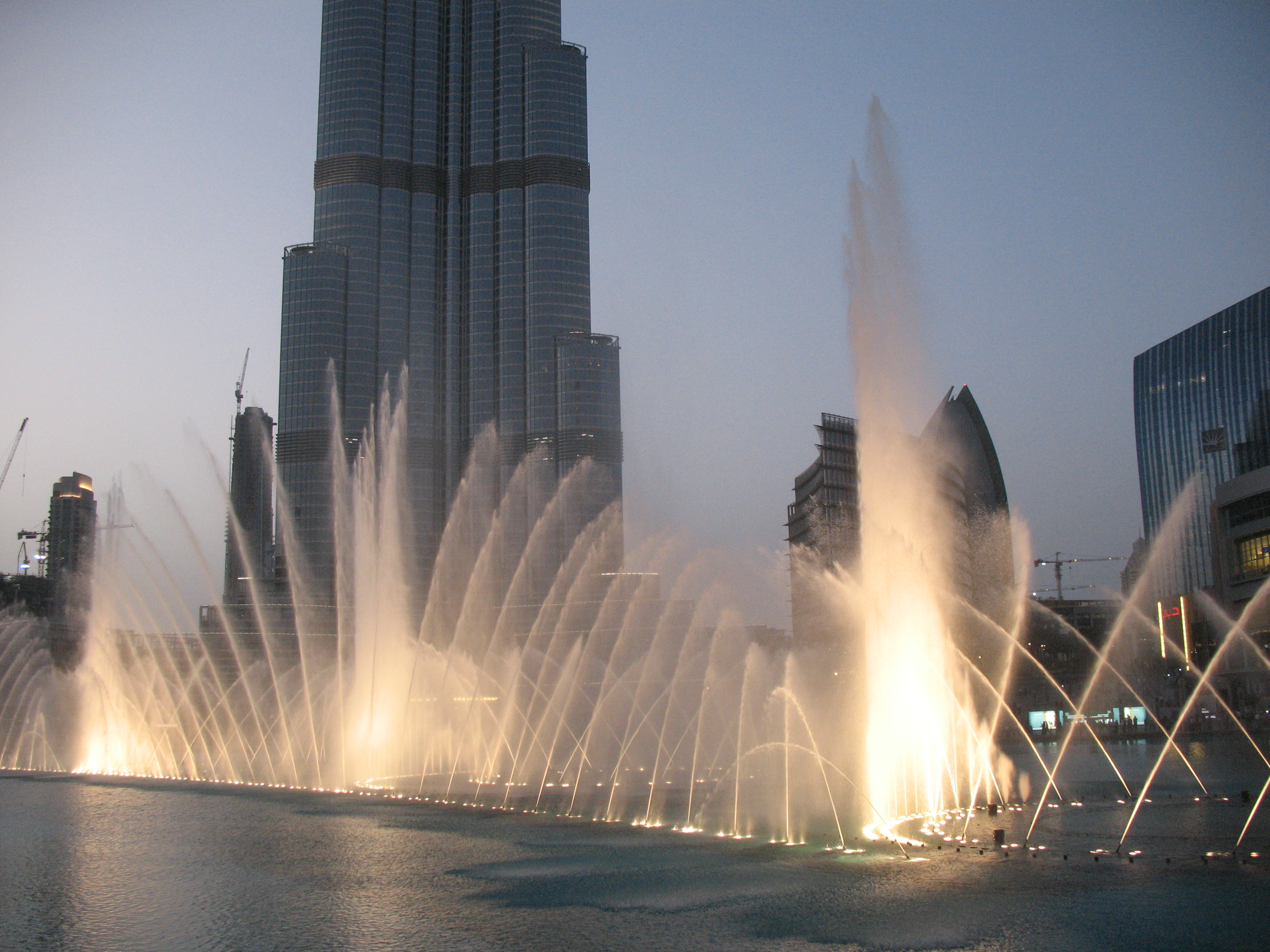
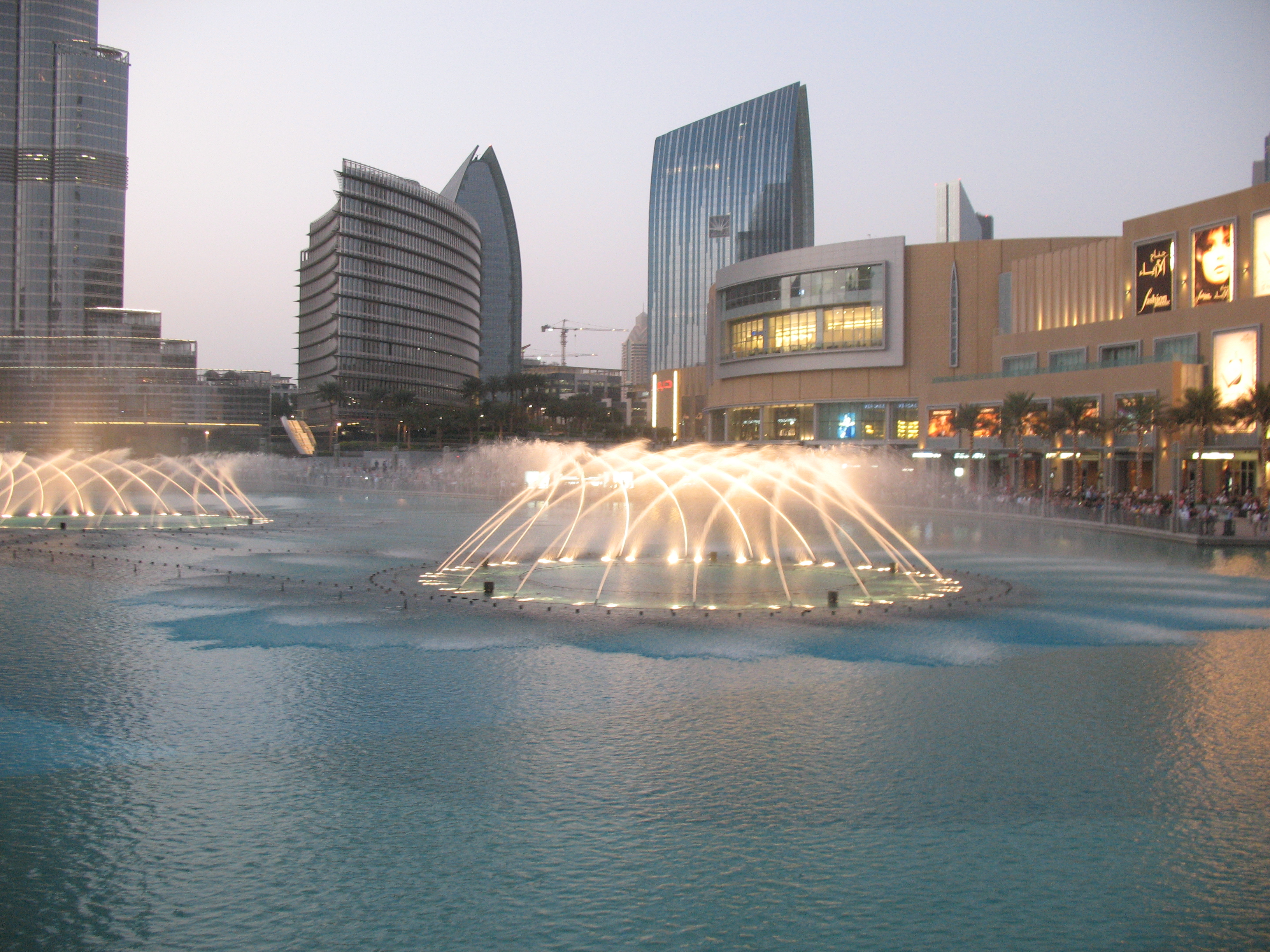
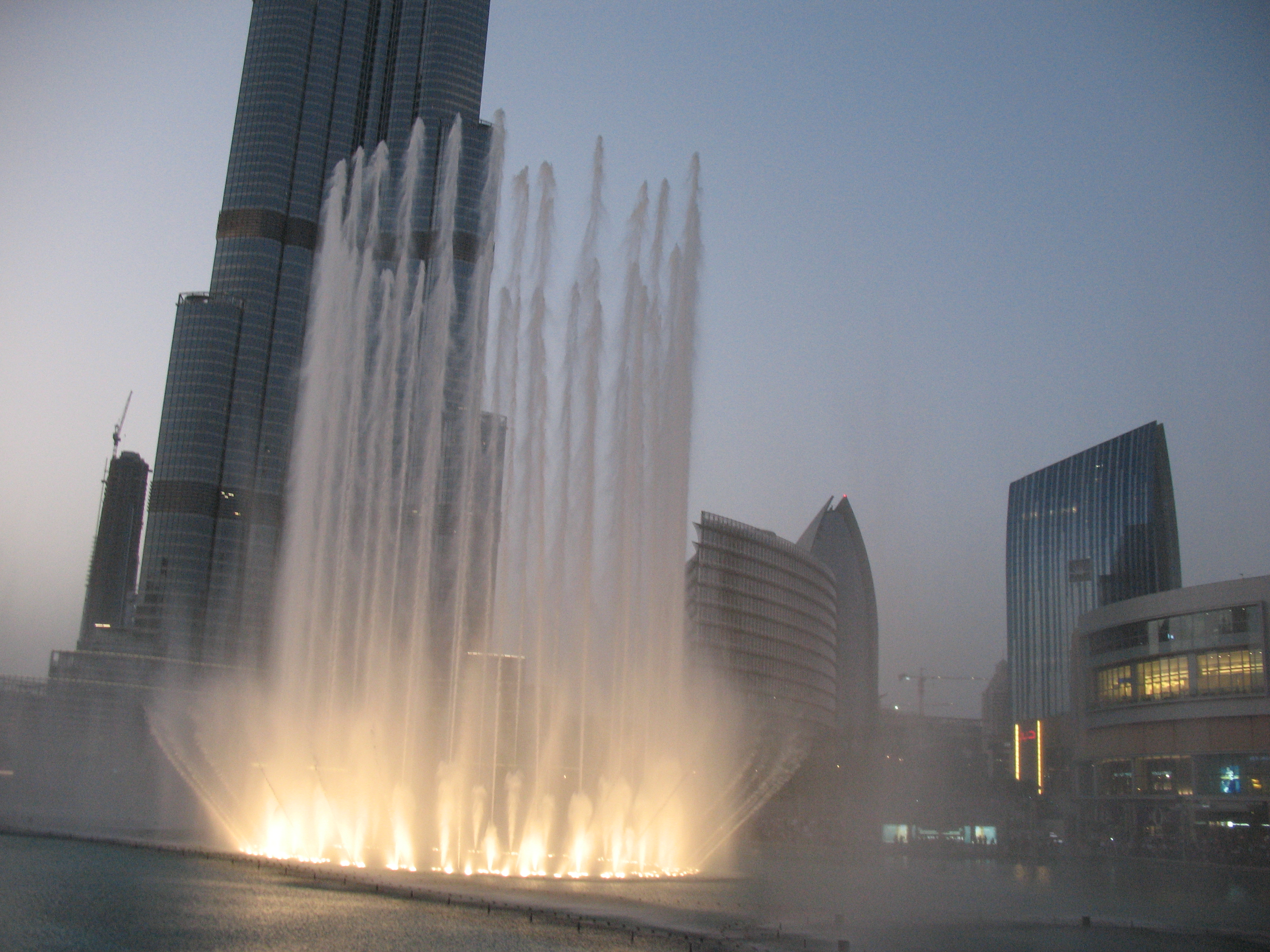
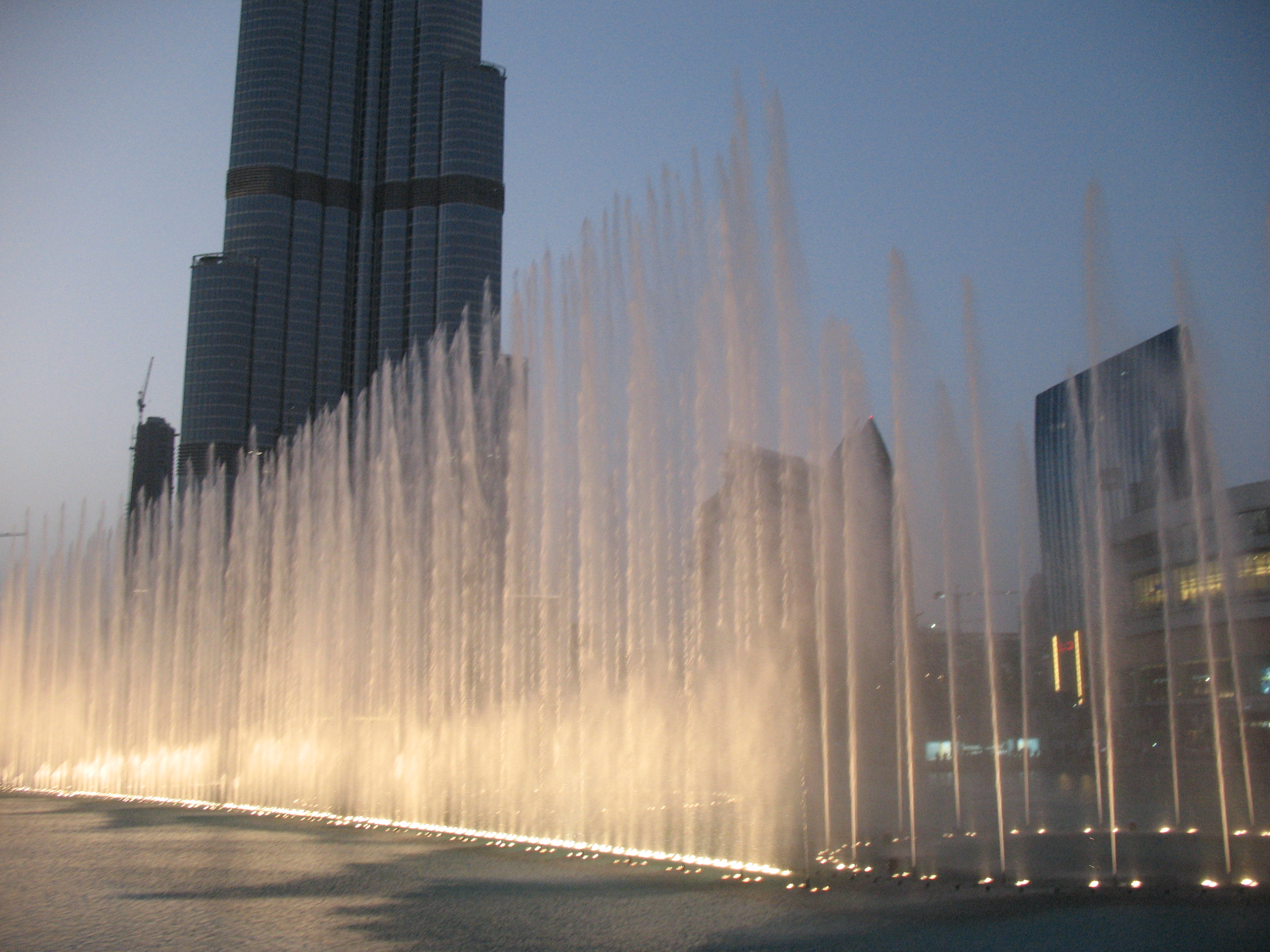
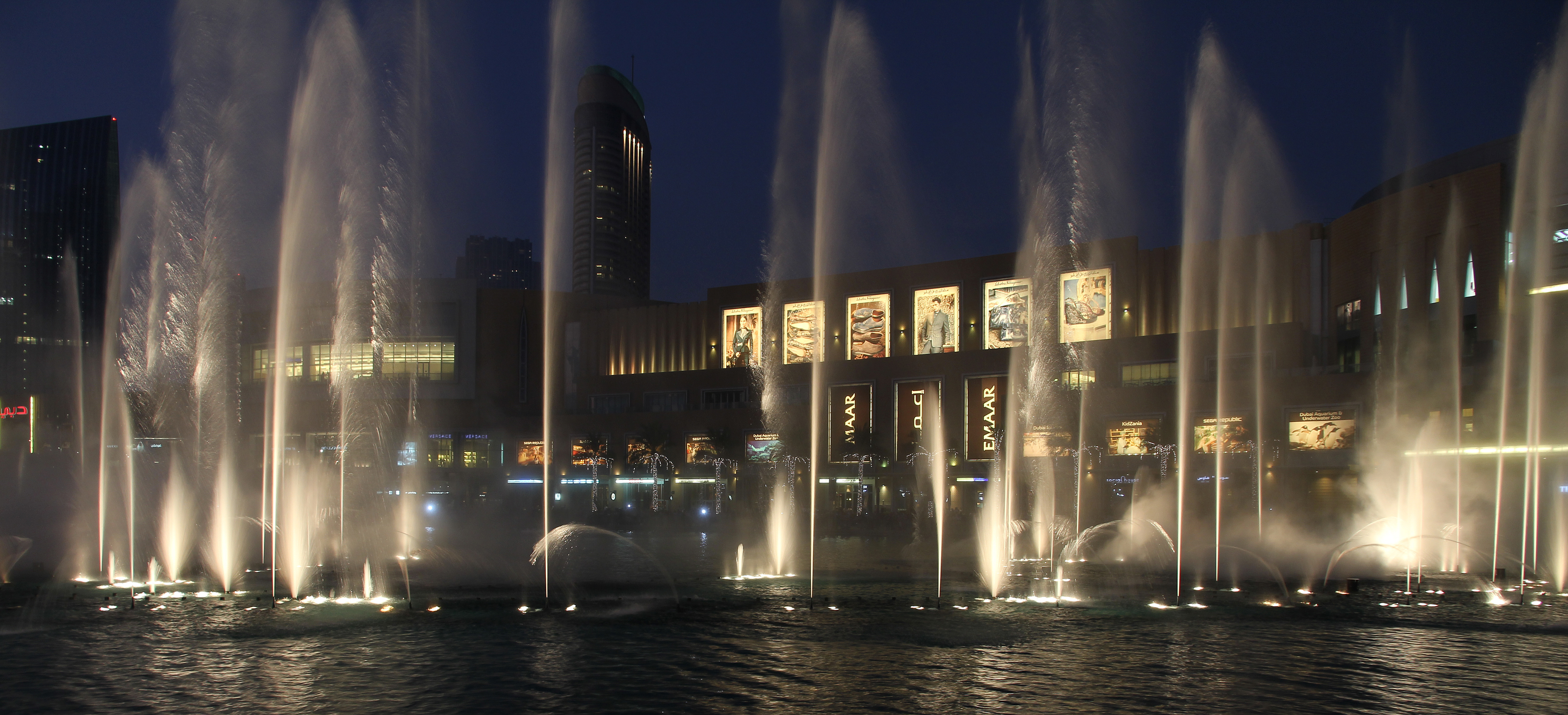
Đài phun nước Dubai lúc hoàng hôn
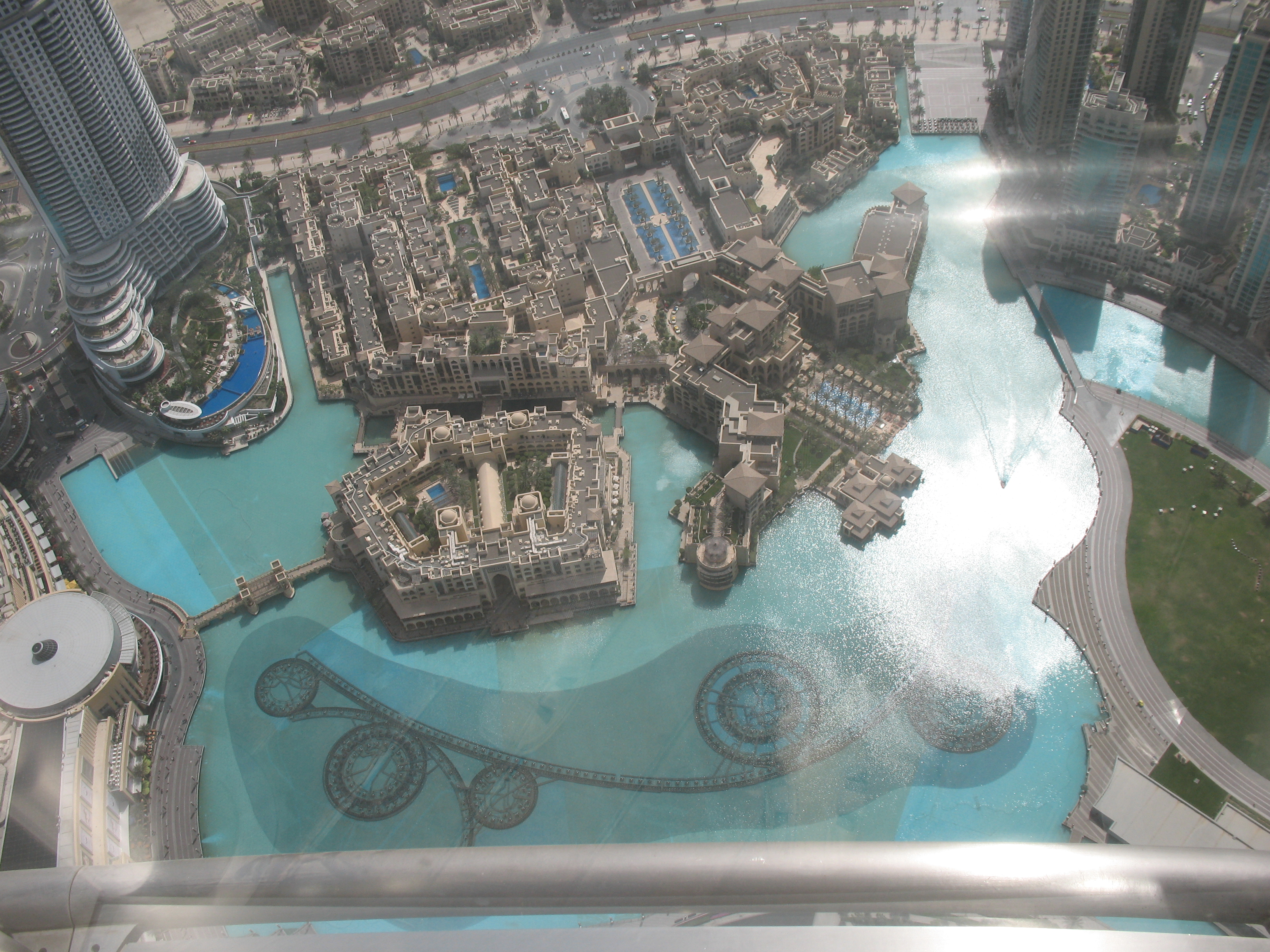
Đài phun nước Dubai nhìn từ đài quan sát của tòa nhà Burj Khalifa
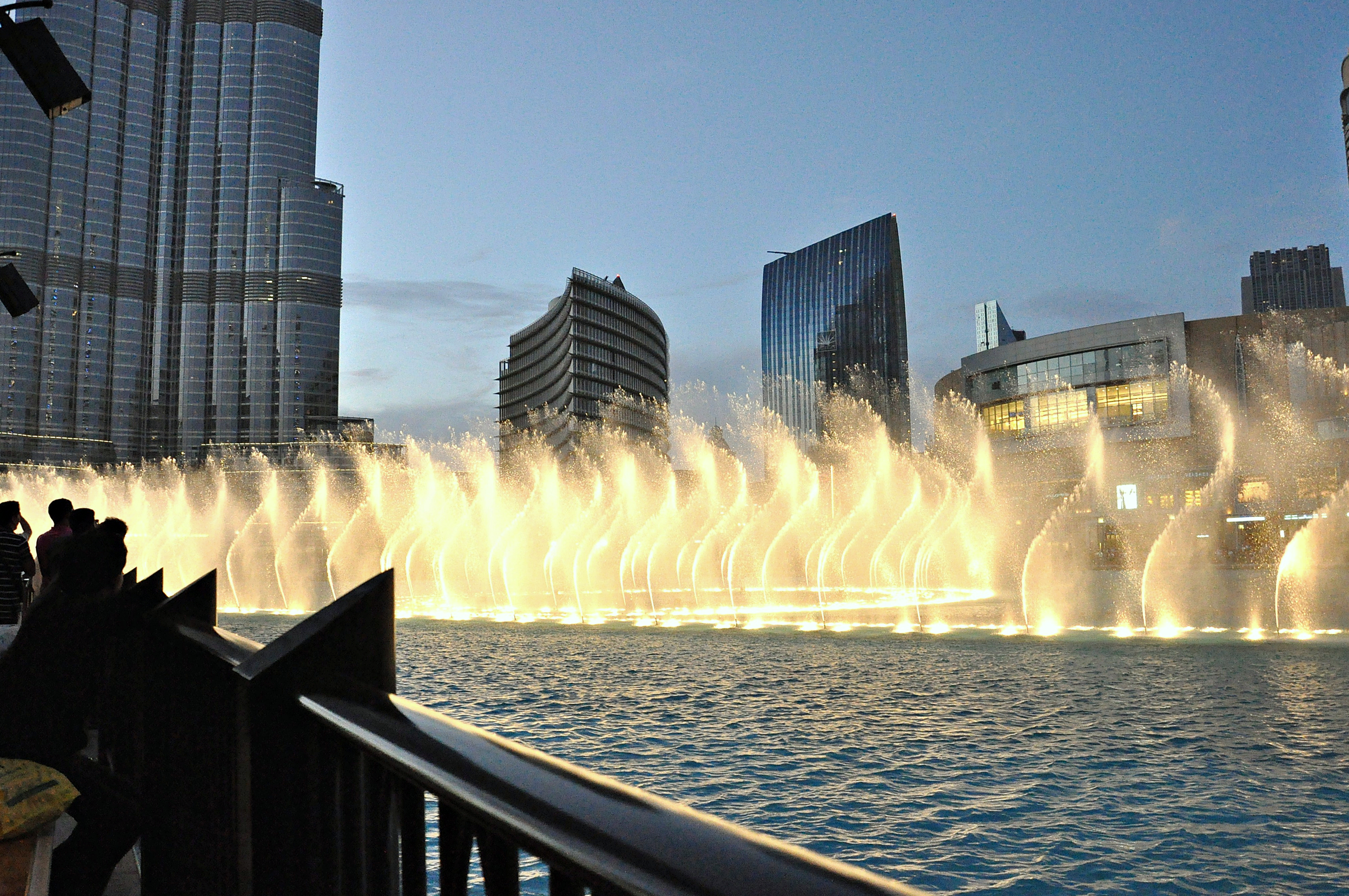